# Instituto de Estudios de Paz y Seguridad
El Instituto de Estudios de Paz y Seguridad (Institute for Peace and Security Studies) de la Universidad de Adís Abeba fue creado en 2007 como un centro para actividades de enseñanza, investigación y divulgación. Recibió su mayor estímulo a partir del Programa Africano de Paz y Seguridad, un programa de asociación entre el Instituto y la Unión Africana, que se lanzó en 2010. Ese año el instituto fue identificado por la universidad como uno de sus cinco «Centros de excelencia» y, en 2014, 2015 y 2016, fue clasificado entre las 50 principales instituciones educativas y centros de estudios en África.
El Instituto de Estudios de Paz y Seguridad brinda educación académica y capacitación profesional en análisis de conflictos, prevención, gestión y resolución. También lleva a cabo investigaciones académicas y aplicadas en el área de paz y seguridad que tiene en cuenta la interacción entre la gobernanza, la seguridad humana, el desarrollo socioeconómico y la paz sostenible. Además, su programa de divulgación promueve la naturaleza y la aplicación de soluciones lideradas por África en la prevención, gestión y reconstrucción y desarrollo de inconvenientes posteriores a los conflictos.
El Instituto de Estudios de Paz y Seguridad es la alma mater del primer ministro etíope y premio Nobel de la paz Abiy Ahmed, quien completó su doctorado allí en 2017.

## Programa Africano de Paz y Seguridad
Las actividades y proyectos del programa tienen como objetivo mejorar la capacidad africana (un mecanismo tanto de la Unión Africana como Comunidades Económicas Regionales) en el área de paz y seguridad. También se alinean con los objetivos estratégicos de enseñanza, investigación y divulgación del Instituto. El enfoque programático y las actividades son, por lo tanto, los programas acumulativos tanto del Instituto como de Programa Africano de Paz y Seguridad. Este Programa recibe un importante apoyo técnico y financiero de Deutsche Gesellschaft für Internationale Zusammenarbeit (GIZ) GmbH, la (Agencia de Desarrollo de Alemana), otros socios de desarrollo y miembros del sector privado africano.

## Foro de alto nivel de Tana sobre seguridad en África
El Instituto de Estudios de Paz y Seguridad sirve como secretaría del Foro de alto nivel de Tana sobre seguridad en África, una reunión anual de a líderes y partes interesadas africanas para proponer y explorar soluciones de seguridad dirigidas por África. Cada mes de abril en Etiopía, el Foro convoca a jefes de Estado, académicos, el sector privado y los responsables políticos durante dos días de debate. La misión de este evento anual es cultivar una voz distintiva africana para comprender y enfrentar los principales desafíos de paz y seguridad que enfrenta el continente. El primer Foro tuvo lugar en 2012 en  Bahir Dar, Etiopía

## Socios
Entre otros, el Instituto cuenta con el apoyo de la Unión Africana, Comunidades Económicas Regionales / Mecanismos Regionales, socios de desarrollo, el sector privado, centros de estudios o universidades, socios de desarrollo de programas, proyectos y embajadas. 